# Zuzana Števulová
Zuzana Števulová, född 24 juli 1983 i Tjeckoslovakien, är en slovakisk jurist och människorättsaktivist.
Števulová arbetar med frågor som rör migration och flyktingar. I sitt arbete som jurist har hon flera gånger varit delaktig i att driva fall som rör asylsökande i Slovakien där landets hårda regler prövats mot regler om mänskliga rättigheter. Hon arbetar med organisationen Human Rights League för att öka medvetenheten i Slovakien om mänskliga rättigheter.
År 2016 tilldelades Zuzana Števulová International Women of Courage Award.